# Сундукли
Сундукли́ или Сандыклы́ (узб. Sandiqli choʻli/Сандиқли чўли) — песчаная степь, расположенная в Бухарской и Кашкадарьинской областях Узбекистана и Лебапском велаяте Туркменистана. Является продолжением пустыни Кызылкум.

## Расположение
На севере смыкается с Каракульским оазисом, на северо-востоке — с Каршинской степью и Кашкадарьинским оазисом, на западе понижается к реке Амударье. Протяжённость в направлении с запада на восток составляет 50—70 км, в направлении с севера на юг — 70—90 км. Пески пересекает озеро Джидекуль, связующее озёра Денгизкуль и Султандаг, а также Аму-Бухарский канал.

## Рельеф
Высоты над уровнем равны 200—300 м. Формы рельефа разнообразны, среди них преобладают эоловые: бугристые пески, песчаные равнины, включая барханы, различной длины, ширины и высоты. Низинные части представляют собой чашеобразные впадины, занятые солончаками и такырами. Имеются песчаные массивы, платообразные возвышенности, сухие русла. В приамударьинской зоне встречаются подвижные барханы. Рельеф сложен отложениями четвертичного периода (песками, глинами, галькой), возвышенности — выходами на поверхность меловых, палеогеновых и неогеновых горных пород.

## Климат
Климат резко континентальный, средняя температура января равна —1,4 °C, июля — 28—31 °C. За год выпадает 120–160 мм осадков.

## Флора и фауна
Флора представлена жузгуном, марью, полынью, эфемерами, из древесных растений имеются саксаул, песчаная акация.
В степи Сундукли обитают ящерицы и змеи. Из числа млекопитающих встречаются грызуны — песчанковые, тушканчиковые, суслики; хищные — волк, лисица; копытные представлены джейраном.

## Хозяйственное использование
В весеннее и летнее время степные угодья используются в качестве пастбищ (джайлав).
Сундукли располагает запасами нефти, природного газа и целебных грязей.